# Medvědí řeka (Washington)
Medvědí řeka (Bear River) je řeka v americkém státě Washington.

## Tok
Řeka pramení ve Willapských vrších, jen kousek severně od ústí řeky Columbie do oceánu. Teče především západním nebo severním směrem až do Willapského zálivu. 